# ソウル1945
『ソウル1945』（原題：서울1945）は、2006年に韓国KBSにて放送された、韓国の近代を舞台にしたテレビドラマである。全71話放送。
日本では、KBSワールドにて放送され、2010年から2011年にかけてコリア・エンターテイメントよりDVDが発売されている。

## 登場人物

### 主要人物
チェ・ウニョク
演 - リュ・スヨン
社会主義者。法学を勉強する。
キム・ヘギョン
演 - ハン・ウンジョン
ウニョクの恋人。本名キム・ゲヒ。ホテルで洗濯の仕事をしていたときに英語を学ぶ。父はムン子爵の別荘の執事。
イ・ドンウ
演 - キム・ホジン
大地主の財産家イ・インピョンの息子。中道右派。ロマンチスト。
ムン・ソッキョン（ユ・ケイ）
演 - ソ・ユジン
親日派であるムン子爵の一人娘。
パク・チャンジュ
演 - パク・サンミョン
権力の化身として独立運動家や共産主義者を何人も殺した男。

### キム・ヘギョンの家族
キム・パンチョル
演 - チャン・ハンソン
ヘギョンの父。
チョン・ヒャングム
演 - コ・ドゥシム
ヘギョンの母。
キム・チャヒ
演 - キム・ヨンシン
ヘギョンの1番目の妹。
キム・ジュンヒ
演 - クォン・スヒョン
ヘギョンの2番目の妹。
キム・ヨンギョン
演 - チョ・アン
ヘギョンの末の妹。
チョン・ボンドゥ
演 - ユン・スンウォン
ヘギョンの5親等のおじ。
チャ・ゲオク
演 - イ・ミヨン
ヘギョンの母方のおば。
チョン・ドリ
演 - シン・ヒョンタク
チョン・ボンドゥの息子。

### チェ・ウニョクの家族
チェ・ウングァン
演 - チョン・ハニョン
ウニョクの父。
チョ・スニ
演 - イ・ドッキ
ウニョクの母。
チェ・グミ
演 - パク・シネ
ウニョクの姉。
チェ・ウニ
演 - ユン・ヘギョン
ウニョクの妹。
チェ・ソンヒ
演 - ハン・ミン
ウニョクの妹。歌手。

### ムン・ソッキョンの家族
ムン・ジョングァン
演 - キム・ヨンチョル
ソッキョンの父。文山大和（ふみやまやまと）。子爵。銅鉱山の労働者出身で日本統治時代に親日派として出世する。
アメ・カオリ
演 - イ・ボヒ
ソッキョンの母。ムン・ジョングァンの妻。朝鮮人だが、本名チェ・ウヒャンでなく日本名アメ・カオリ（ハングル表記：아메 카오리）に固執する。
ムン・ドンギ
演 - ホン・ヨソプ
ソッキョンの叔父。革命家。
ユン・ジョンジャ
演 - キム・ギョンスク
ムン・ジョングァンの執事。ソッキョンに母か姉のような愛情を注ぐ。ムン・ドンギを愛する。

### イ・ドンウの家族
イ・インピョン
演 - チェ・ジョンウォン
ドンウの父。
チョ・ヨンウン
演 - キム・セア
イ・インピョンの後妻。ドンウの継母。
プアンテク
演 - キム・ジヨン
家政婦。ヨンウンの母親のような人。
ソン秘書
演 - キム・ギョンウン
イ・インピョンの腹心。
イ・ジョンウ
演 - イ・チャンソク
インピョンとヨンウンの息子。

### パク・チャンジュの家族
パク・ソンジュ
演 - ソン・ジョンボム
チャンジュの従兄弟。

## スタッフ
- 演出：ユン・チャンボム、ユ・ヒョンギ